# O'Dayne Richards
O'Dayne Richards (né le 14 décembre 1988 dans la paroisse de Saint Andrew) est un athlète jamaïcain, spécialiste du lancer du poids.

## Biographie
En 2011, il remporte le titre des Championnats d'Amérique centrale et des Caraïbes à Mayagüez, avec un lancer à 19,16 m. Il s'adjuge par ailleurs la médaille d'or des Universiades d'été de Shenzhen en Chine, avec la marque de 19,93 m.
Il franchit pour la première fois de sa carrière la limite des 20 mètres au cours de la saison 2012 à Champaign dans l'Illinois avec 20,31 m.
En 2013, il remporte pour la deuxième fois consécutive les Championnats d'Amérique centrale et des Caraïbes, à Morelia au Mexique, en établissant un nouveau record de la compétition avec 20,97 m. Il participe aux Championnats du monde 2013 mais ne parvient pas à franchir le cap des qualifications.
En mai 2014, à Kingston, il porte son record personnel à 21,11 m, mesure qu'il porte à 21,61 m au Hampden Park de Glasgow le 28 juillet 2014 pour établir un nouveau record de Jamaïque. 
L'année suivante, il remporte l'or aux Jeux panaméricains 2015, améliorant son propre record national avec 21,69 m. Aux championnats du monde de Pékin, il s'adjuge la médaille de bronze du lancer du poids, derrière l'Américain Joe Kovacs et l'Allemand David Storl, en égalant son record de Jamaïque de 21,69 m. 
Le 30 juillet 2018, il remporte la médaille d'or des Jeux d'Amérique centrale et des Caraïbes de Barranquilla avec un meilleur jet à 21,02 m, nouveau record des Jeux. Le 10 août, il termine 3e des championnats NACAC 2018 de Toronto avec 20,89 m, derrière Darrell Hill (21,68 m) et Tim Nedow (21,02 m). 

## Palmarès
| Date | Compétition                                      | Lieu           | Résultat | Marque  |
| ---- | ------------------------------------------------ | -------------- | -------- | ------- |
| 2010 | Championnats d'Am. cent. et des Caraïbes espoirs | Miramar        | 3e       | 18,03 m |
| 2010 | Jeux d'Amérique centrale et des Caraïbes         | Mayagüez       | 2e       | 18,74 m |
| 2011 | Championnats d'Amérique centrale et des Caraïbes | Mayagüez       | 1er      | 19,16 m |
| 2011 | Universiade                                      | Shenzhen       | 1er      | 19,93 m |
| 2013 | Championnats d'Amérique centrale et des Caraïbes | Morelia        | 1er      | 20,97 m |
| 2014 | Jeux du Commonwealth                             | Glasgow        | 1er      | 21,61 m |
| 2015 | Jeux panaméricains                               | Toronto        | 1er      | 21,69 m |
| 2015 | Championnats du monde                            | Pékin          | 3e       | 21,69 m |
| 2016 | Jeux olympiques                                  | Rio de Janeiro | 8e       | 20,64 m |
| 2018 | Championnats du monde en salle                   | Birmingham     | 11e      | 19,93 m |
| 2018 | Jeux du Commonwealth                             | Gold Coast     | 4e       | 20,80 m |
| 2018 | Coupe du monde                                   | Londres        | 3e       | 20,05 m |
| 2018 | Jeux d'Amérique centrale et des Caraïbes         | Barranquilla   | 1er      | 21,02 m |
| 2018 | Championnats NACAC                               | Toronto        | 3e       | 20,89 m |
| 2019 | Jeux panaméricains                               | Lima           | 5e       | 20,07 m |
| 2022 | Championnats NACAC                               | Freeport       | 3e       | 20,05 m |

## Records
| Épreuve         | Épreuve   | Marque       | Lieu       | Date            |
| --------------- | --------- | ------------ | ---------- | --------------- |
| Lancer du poids | Plein air | 21,96 m (NR) | Rabat      | 16 juillet 2017 |
| Lancer du poids | En salle  | 19,93 m      | Birmingham | 3 mars 2018     |